# Mademoiselle Rivière
Mademoiselle Rivière est un tableau peint en 1805 par le peintre néo-classique français Jean-Auguste-Dominique Ingres.

## Présentation
Troisième et dernier tableau d'un ensemble de trois portraits des membres de la famille Rivière, le portrait représente Caroline Rivière, fille de Philibert et Sabine Rivière, âgée de 13 ans, et qui mourut un an après la réalisation du tableau. Il est exposé, avec celui de sa mère, au Salon en 1806. Remarquée pour son style archaïque rappelant les portraits du Quattrocento, c'est une de ses œuvres les plus célèbres. Le tableau est entré en 1870 au musée du Luxembourg avec l'ensemble des portraits de la famille qui ont intégré en 1874 les collections du musée du Louvre (inv M. I. 1445).

## Postérité
En 2013, lors d'une exposition de Robert Wilson qui s'est tenue au Louvre, comme une vingtaine d'autres tableaux, Mademoiselle Rivière a été détourné sous les traits de Lady Gaga.